# Asma Beljoya
Asma Beljoya (1930-2011) fue una activista y política tunecina pionera y líder del movimiento feminista en Túnez.

## Biografía
Beljoya nació en 1930 en el seno de una familia tunecina de origen turco a la que se le atribuye el mérito de haber dado a Túnez famosos teólogos, magistrados, imanes hanafíes y profesores de la Gran Mezquita de Zitouna. Un entorno familiar conservador y regulado de antemano para seguir las tradiciones de camino a un hogar conyugal definido.
Desde pequeña, Beljoya percibió la lamentable situación de las mujeres en la sociedad tunecina a través del comportamiento de su padre. Aunque este era muy cercano a su mujer y a sus hijas, perpetuó los mismos comportamientos patriarcales de los hombres de su generación, privando a sus hijas de educación, limitada a la religión y a la literatura árabe. Tras la muerte de su padre, sus hermanas menores sí pudieron ir a la escuela.
Asma Beljoya, animada por su madre, intentó recuperar el tiempo perdido y adquirió rápidamente conocimientos de francés y árabe.
Años después conoció a Azouz Rebai, miembro y líder de Neo-Destour (Nuevo Partido Constitucional Liberal) con quien se casó en 1954.

## Trayectoria
Siendo todavía una adolescente, se afilió a la primera asociación de mujeres tunecinas, llamada Unión de Mujeres Musulmanas  fundada por Bchira Ben Mrad. Comprometida con la emancipacióin femenina, salió a la calle con la cabeza descubierta y vestida al estilo occidental. S egún cuenta el historiador tunecino Mohamed el Aziz Ben Achour, la rebelión femenina contra el entorno familiar y contra la sociedad en su conjunto en nombre de la emancipación femenina era "fascinante" y en el Túnez de los años 40, poco frecuente.

Il fallait du courage aux jeunes femmes qui se lancèrent dans cette aventure grisante pour participer à la vie associative, prendre la parole devant des auditoires majoritairement masculins ou organiser des manifestations de rue. Asma était assurément une des plus audacieuses : à une époque où il était de rigueur de se couvrir du sefseri  sinon de masquer son visage, en public (...)
Las jóvenes que se embarcaron en esta estimulante aventura necesitaron valor para participar en la vida de la comunidad, para hablar ante audiencias predominantemente masculinas o para organizar manifestaciones callejeras. Asma fue sin duda una de las más atrevidas: en una época en la que era de rigor cubrirse con el sefseri, cuando no enmascarar el rostro, en público (...)
Mohamed El Aziz Ben Achour

Asistió a las reuniones de líderes nacionalistas y participó en marchas de protesta organizadas por el sindicato Unión General Tunecina del Trabajo (UGTT) siguiendo a Farhat Hached.
Beljoya militó en el Neo-Destour durante sus años de actividad política, sumando a la lucha por la condición de las mujeres y la solidaridad social, el compromiso con la independencia de su país. En el partido, le confió la tarea de asegurar el enlace entre la Unión de Mujeres Musulmanas y el sindicato. Tanto estas dos organizaciones como los partidos políticos trabajaron de manera coordinada en sus actividades sociales y humanitarias, con la idea de poner en marcha un programa de ayudas a las personas pobres y víctimas de la subida de precios y la hambruna de los años 1946-1948.
Beljoya, con sus discursos y su cercanía sobre el terreno realizó un destacado papel en la movilización de la población tunecina. Participó en acciones como la del 15 de febrero de 1952, que terminó con varios policías muertos. Posteriormente, Beljoya fue arrestada por su militancia junto con otros activistas, permaneció en prisión un año sin juicio y fue condenada a 18 meses. Durante los interrogatorios se mantuvo firme e incluso se llegó a burlarse de la policía declarando su lealtad a Habib Bourguiba y a la lucha por la independencia de Túnez.
Después de la independencia de Túnez en 1958, Beljoya se convirtió en una de las fundadoras de la Unión Nacional de la Mujer Tunecina, donde Aïcha Bellagha ocupaba el cargo de presidenta y Beljoya el de secretaria. También perteneció al Consejo Municipal de Túnez, pero tras el giro autoritario del régimen el presidente se vio obligado a dimitir y fue sustituido por Radhia Haddad. Tras estos hechos, decepcionada y como protesta Beljoya dimitió y se retiró de la vida pública.
Beljoya siguió trabajando por las personas más desfavorecidas, hasta su muerte con 81 años, en 2011 y será recordada como una pionera del movimiento feminista tunecino.

## Reconocimientos
En 1989 fue nombrada Comandante de la Orden de la Independencia, en reconocimiento a su papel en la lucha por la emancipación política y social en Túnez.